# Saison-Quadrille
Die Saison-Quadrille ist eine Quadrille von Johann Strauss Sohn (op. 283). Sie wurde am 5. Mai 1864 in Pawlowsk in Russland erstmals aufgeführt.